# Burgohondo - El Tiemblo - Cebreros
Die Comarca Burgohondo - El Tiemblo - Cebreros ist eine der fünf Comarcas in der Provinz Ávila der autonomen Gemeinschaft Kastilien und León.
Sie umfasst 23 Gemeinden auf einer Fläche von 1.328,36 km² mit dem Hauptort Las Navas del Marqués.

## Gemeinden
| Gemeinde                                   | Einwohner (2024) | Fläche km² | Dichte Einw./km² | Cod INE | Postleitzahl |
| ------------------------------------------ | ---------------- | ---------- | ---------------- | ------- | ------------ |
| El Barraco                                 | 2.027            | 153,90     | 13               | 05022   | 05110        |
| Burgohondo                                 | 1.249            | 55,34      | 23               | 05041   | 05113        |
| Cebreros                                   | 3.239            | 137,47     | 24               | 05057   | 05260        |
| Hoyocasero                                 | 311              | 52,48      | 6                | 05101   | 05124        |
| El Hoyo de Pinares                         | 2.183            | 80,51      | 27               | 05102   | 05250        |
| Navalacruz                                 | 204              | 49,86      | 4                | 05157   | 05134        |
| Navalmoral                                 | 412              | 43,35      | 10               | 05158   | 05120        |
| Navalosa                                   | 324              | 30,00      | 11               | 05160   | 05123        |
| Navalperal de Pinares                      | 826              | 49,83      | 17               | 05161   | 05240        |
| Navaluenga                                 | 2.172            | 73,53      | 30               | 05163   | 05100        |
| Navaquesera                                | 43               | 9,19       | 5                | 05164   | 05122        |
| Navarredondilla                            | 158              | 20,27      | 8                | 05166   | 05120        |
| Navarrevisca                               | 299              | 39,99      | 7                | 05167   | 05115        |
| Las Navas del Marqués                      | 5.590            | 97,93      | 57               | 05168   | 05230        |
| Navatalgordo                               | 237              | 20,09      | 12               | 05169   | 05122        |
| Peguerinos                                 | 294              | 87,01      | 3                | 05184   | 05239        |
| San Bartolomé de Pinares                   | 489              | 74,49      | 7                | 05201   | 05267        |
| San Juan del Molinillo                     | 234              | 35,79      | 7                | 05212   | 05120        |
| San Juan de la Nava                        | 426              | 60,78      | 7                | 05211   | 05111        |
| Santa Cruz de Pinares                      | 170              | 41,37      | 4                | 05222   | 05268        |
| Serranillos                                | 252              | 18,39      | 14               | 05233   | 05115        |
| El Tiemblo                                 | 4.526            | 75,59      | 60               | 05241   | 05270        |
| Villanueva de Ávila                        | 227              | 21,20      | 11               | 05905   | 05114        |
| Comarca Burgohondo - El Tiemblo - Cebreros | 25.892           | 1.328,36   | 19               | –       | –            |